# Rostøy
Rostøy est une île norvégienne du comté de Hordaland appartenant administrativement à Austevoll.

## Description
Rocheuse et couverte d'arbres, elle s'étend sur environ 2,2 km de longueur pour une largeur approximative de 686 m.
Le village de Kolbeinsvik l'occupe au sud et elle compte deux routes aménagées. L'île est reliée à Huftarøy par pont routier de 12 m. 